# Lupin III vs Détective Conan
Lupin III contre Détective Conan (ルパン三世VS名探偵コナン, Rupan Sansei tai Meitantei Conan) est un téléfilm d'animation japonais, crossover entre Détective Conan et Lupin III, diffusé en mars 2009

## Synopsis
À la suite du décès accidentel et précoce de la reine Sakura et son fils Gilles, la princesse Mira se retrouve à être la principale prétendante à la succession au trône de Vespania de son défunt frère, une monarchie estimée pour un minerai spécial. Durant son voyage au Japon, après avoir échappé à une tentative d'assassinat lors d'une réception à laquelle étaient conviés Conan et le détective Kogouro Mouri, la princesse Mira fait la rencontre de Ran, la fille de Mouri qui est son sosie parfait. Elle profite donc de cette occasion pour échanger sa place de princesse avec cette dernière afin d'échapper à cette vie de souveraine.
De l'autre côté, Jigen et Lupin parviennent à infiltrer les coulisses du royaume de Vespania afin de s'emparer de la couronne de la reine qui n'est rien d'autre que le trésor le plus précieux de ce pays.
Ainsi, tout le monde se retrouve embarqué dans l'affaire relative au décès de la reine et du prince de Vespania.

## Fiche technique
- Titre original : 『ルパン三世VS名探偵コナン』 - Rupan Sansei tai Meitantei Conan
- Titre français alternatif : Lupin III contre Détective Conan
- Réalisation :
- Scénario : Monkey Punch, Gōshō Aoyama
- Direction artistique :
- Direction de l'animation : Masatomo Sudo, Satoshi Hirayama
- Photographie :
- Musique : Yuji Ohno, Katsuo Ohno
- Production :
- Production exécutive :
- Société de production : Nippon Television Network Corporation et TMS Entertainment
- Pays d'origine :  Japon
- Langue originale : japonais
- Genre : Policier
- Durée : 120 minutes
- Date de sortie : 
  -  Japon : 23 mars 2009 (première diffusion)

## Distribution

### Voix japonaises
- Kanichi Kurita : Lupin III
- Kiyoshi Kobayashi : Daisuke Jigen
- Makio Inoue : Goemon Ishikawa
- Eiko Masuyama : Fujiko Mine
- Gorō Naya : Koichi Zenigata
- Minami Takayama : Conan Edogawa
- Wakana Yamazaki : Ran Mouri
- Akira Kamiya : Kogoro Mouri
- Chafurin : Jûzo Maigret
- Naoko Matsui : Sonoko Suzuki
- Kappei Yamaguchi : Shinichi Kudo

## Autour du téléfilm
À la fin du cross-over, Lupin III a découvert la véritable identité de Conan Edogawa (Shinichi Kudo). Conan n'est pas arrivé à savoir qui était Lupin III et ne l'a su que lorsqu'il lui a posé la question à la fin du cross-over.

## Adaptation
Le film est adapté sous forme de manga paru dans le magazine Shōnen Sunday Super en 2014.